# Góra (Leszczany)
Góra – część wsi Leszczany w Polsce położona w województwie lubelskim, w powiecie chełmskim, w gminie Żmudź. Do końca 2017 roku była to część kolonii Leszczany-Kolonia.
W latach 1975–1998 Góra należała administracyjnie do województwa chełmskiego.